# Olavi Mannonen
Olavi Aleksanteri Mannonen (* 7. März 1930 in Viipuri; † 17. März 2019 in Helsinki) war ein finnischer Moderner Fünfkämpfer.
Mannonen wuchs in einer Familie mit zwei Brüdern und einer Schwester im damals finnischen Viipuri (heute Wyborg) auf. Seine Mutter arbeitete in einem Restaurant. Am 6. Dezember 1939 wurde die Familie während des finnisch-sowjetischen Winterkrieges aus Viipuri evakuiert und verbrachte einige Zeit in Jämsä. Ab 1942 lebten sie dann in Helsinki. Mannonen lernte ursprünglich den Beruf eines Elektrikers, den er auch bis 1951 ausübte. Danach wechselte er zur berittenen Polizei von Helsinki und wurde 1971 deren Polizeichef. 1990 ging er schließlich in den Ruhestand. Mannonen ist verheiratet und hat zwei Töchter.
1945 lernte Mannonen Tauno Jorasmaan kennen, der ihn zum Sport brachte und in einen Sportverein mit eigenem Badestrand aufnahm. Mannonen stellte sich schnell als guter Schwimmer heraus und gewann einige nationale Wettbewerbe. 1952 trat er im Modernen Fünfkampf bei den Olympischen Spielen in Helsinki an und wurde im Mannschaftswettbewerb gemeinsam mit Lauri Vilkko und Olavi Rokka Dritter. Bei den darauffolgenden Spielen in Melbourne konnte er Silber im Einzel gewinnen und erhielt zusätzlich eine Bronzemedaille im Mannschaftswettbewerb mit Väinö Korhonen und Berndt Katter.
Nach Beendigung seiner aktiven Sportkarriere war Mannonen  unter anderem im Vorsitz der Suomen Poliisin Urheiluliitto (SPUL), des finnischen Polizei-Sportverbands, tätig und als Direktor beim Suomen Nykyaikaisen 5-ottelun Liitto, dem finnischen Verein des Modernen Fünfkampf. Außerdem war er von 1978 bis 1990 Mitglied im Europäischen Polizeisportverband (USPE).